# Juan de Araujo
Juan de Araujo (* 1646 in Villafranca, Spanien; † 1712 in La Plata) war ein peruanischer Komponist.
Juan de Araujo kam als Kind mit seinem Vater in das spanische Vizekönigreich Peru und studierte an der Universität von San Marcos in Lima. Dass er Schüler von Tomás de Torrejón y Velasco gewesen sei, wie gelegentlich angegeben wird, ist nicht belegt. Offenbar wurde er vom Vizekönig, dem Grafen von Lemos (Conde de Lemos), zum Verlassen der Stadt genötigt, kehrte jedoch 1672 in die Kathedrale nach Lima zurück, wo er 1674 Fray Pedro Jiménez als Kapellmeister nachfolgte. 1676 verließ er Lima erneut und wechselte an die Kathedrale von Panama. 1680 kehrte er als Kapellmeister der Kathedrale von La Plata nach Peru zurück. 
Er komponierte neben Messen, Motetten, Kantaten und Villancicos auch weltliche Chor- und Instrumentalmusik.